# Hokejski klub Partizan Gaberje Celje
Hokejski klub Partizan Gaberje Celje je bil slovenski klub hokeja na travi. Klub je bil od leta 1949 in do leta 1959 znan pod imenom HK Kladivar Celje in od 1959 do 1965 pod imenom HDK Celje. Največje uspehe je klub dosegal v šestdesetih letih dvajsetega stoletja. Klub je nazadnje aktivno nastopal na dvoranskem prvenstvu leta 1995.

## Zgodovina
Leta 1948 so na železniški postaji v Celju našli 41 palic in 11 žogic za hokej na travi. Najdeno opremo so prenesli v Kajuhov internat, kjer so nato s pomočjo profesorja Karla Juga, ki je hokej na travi prinesel iz Beograda, vadili vso zimo. Spomladi leta 1949 je nato Karel Jug, hokejistom na ledu ponudil, da panogo igrajo kot dopolnilni trening v poletnem času. Tako so nato avgusta istega leta v Celju na Glaziji odigrali prvo tekmo proti ekipi Ilirije iz Ljubljane. Ekipo so sestavljali igralci hokeja na ledu s svojo opremo, pravila igre hokeja na travi pa so bila bolj ali manj neznana.
Do leta 1952 so celjski hokejisti na travi nastopali le na turnirjih v Mariboru in Zagrebu. V letih 1952 in 1953 se nato udeležijo prvega in drugega prvenstva Slovenije, že na tretjem prvenstvu pa se zavihtijo na vrh in postanejo republiški prvaki Slovenije ter sodelujejo tudi na državnem prvenstvu Jugoslavije v Subotici. Tudi v naslednjih dveh letih se Celjani udeležijo jugoslovanskega državnega prvenstva in tako leta 1955, kot tudi 1956 osvojijo peto mesto. V letih 1957, 1958 in 1959 so na republiškem prvenstvu Slovenije, trikrat zapored končali na drugem mestu. Leta 1960 prvenstvo Slovenije, zaradi trenj v podzvezi, ni bilo organizirano. Leta 1961 se nato začne prevlada celjskega hokeja na travi v Sloveniji, ki traja do leta 1967 in klub tako v tem obdobju osvoji sedem zaporednih naslovov republiškega prvaka Slovenije. Leta 1965 so zmagali tudi na prvem tekmovanju za pokal Slovenije in pokalno lovoriko nato do leta 1975 osvojili kar desetkrat. Na vrhuncu svoje premoči v Sloveniji, so Celjani leta 1967 in leta 1968 v pokalnem tekmovanju Jugoslavije izpadli šele v polfinalu. V letih 1962 in 1967 pa so na državnem prvenstvu Jugoslavije, končali na nehvaležnem četrtem mestu. Leta 1967 so igralci HK Partizan Gaberje Celje osvojili svoj prvi prijateljski mednarodni turnir v Trstu.
Leta 1976 odigra HK Partizan Gaberje Celje v zvezni ligi le pet tekem in nato odstopi od tekmovanja. Glavni vzrok je pomanjkanje finančnih sredstev, saj ni nikakršne podpore s strani zveze telesnokulturne organizacije (ZTKO) v Celju. V naslednjih letih je hokej na travi obsojen na životarjenje in obstaja bolj ali manj, le kot sekcija s tedensko vadbo znotraj ŠD Partizan Gaberje. Leta 1984, ko se začno tekmovanja v dvoranskem hokeju, se Celjani le teh redno udeležujejo. Največji uspeh v tem obdobju pa dosežejo leta 1988, ko osvojijo drugo mesto. Klub dokončno preneha igrati po osvojenem petem mestu na dvoranskem prvenstvu leta 1995, ki je bilo organizirano prav v Celju.  

### Rezultati na jugoslovanskem nivoju:
- 1955 5. mesto
- 1956 5. mesto
- 1962 4. mesto
- 1963 5. mesto in izpad v četrtfinalu pokala
- 1964 6. mesto in izpad v četrtfinalu pokala
- 1965 5. mesto in izpad v četrtfinalu pokala
- 1966 5. mesto
- 1967 4. mesto in izpad v polfinalu pokala
- 1968 5. mesto in izpad v polfinalu pokala
- 1969 6. mesto in izpad v četrtfinalu pokala
- 1970 5. mesto zvezna liga - zahod in 4. mesto v pokalu
- 1971 7. mesto zvezna liga - zahod in izpad v četrtfinalu pokala
- 1972 8. mesto zvezna liga - zahod in izpad v polfinalu pokala
- 1973 10. mesto zvezna liga - zahod
- 1974 7. mesto zvezna liga - zahod in izpad v četrtfinalu pokala
- 1975 8. mesto zvezna liga - zahod in izpad v četrtfinalu pokala

### Osvojene lovorike na republiškem nivoju:
- 8 naslovov republiških prvakov Slovenije (1954, 1961-1967)
- 10 naslovov pokalnih zmagovalcev Slovenije (1965-1969 in 1971-1975)

### Člani kluba v članski reprezentanci Jugoslavije:
- Stane Jelenko
- Drago Kolenc